# Forschungsallianz Kulturerbe
Die Forschungsallianz Kulturerbe (vollständiger Name: Forschungsallianz zur Erhaltung des Kulturerbes) ist ein Zusammenschluss deutscher Forschungseinrichtungen, die u. a. im Bereich des Kulturgüterschutzes sowie in den industriellen Technologien tätig sind und sich aktiv für die Erhaltung des kulturellen Erbes einsetzen. Sie finanziert sich über eingeworbene Forschungsprojekte.
Im Oktober 2008 wurde die Forschungsallianz Kulturerbe vom Forschungsvorstand der Fraunhofer-Gesellschaft, Ulrich Buller, dem Präsidenten der Leibniz-Gemeinschaft, Ernst Theodor Rietschel, und dem Präsidenten der Stiftung Preußischer Kulturbesitz, Hermann Parzinger, im Alten Museum in Berlin als offene Kooperation gegründet.
Im Juli 2014 erweiterte sich die Forschungsallianz Kulturerbe mit den beiden Partnern: Staatliche Kunstsammlungen Dresden und Sächsische Landesbibliothek – Staats- und Universitätsbibliothek Dresden.

## Aufgaben und Ziele
Die Forschungsallianz Kulturerbe hat sich zum Ziel gesetzt, durch die Entwicklung neuer Verfahren, Materialien und Technologien für die Restaurierung und Konservierung von Kulturgütern einen Beitrag zur Erhaltung des kulturellen Erbes zu leisten. Begleitet werden diese Forschungsarbeiten durch sozio-ökonomische Studien zum qualitativen und quantitativen Wert von Kulturerbe sowie durch einen Wissenscluster Cultural Heritage, der sich um das Thema Nachhaltiger Kulturtourismus kümmert. Durch die multidisziplinäre Zusammensetzung der Mitglieder und ihre Erfahrung im Bereich der Kulturguterhaltung sind neuartige Vorgehensweisen möglich, die den komplexen Anforderungen der Erhaltung von Kulturgütern gerecht werden. Neben diesen Aspekten der fachlichen (Weiter-)Entwicklung, ist die Forschungsallianz Kulturerbe bestrebt, den Austausch zwischen Wissenschaft, Forschung, Gesellschaft, Politik und Wirtschaft anzuregen, Aus- und Weiterbildungsmöglichkeiten anzubieten, den wissenschaftlichen Nachwuchs zu fördern und die nationalen und internationalen Netzwerke im Bereich des Kulturgüterschutzes auszubauen.

## Forschungsbereiche und Projekte
Die Forschung und Projekte sind vielfältig und decken einen großen Teil des umfangreichen Bereichs der Kulturerbeforschung ab. Beispielhaft seien erwähnt: die Erkennung struktureller Schäden in Kunstwerken aus Stein mittels Ultraschall oder die Entwicklung von Beschichtungsmaterialien, die Industriedenkmäler umweltverträglich vor Korrosion schützen sowie die Erfassung der Auswirkungen des Klimawandels auf die Erhaltung des Kulturerbes.
Erstes gemeinsames Forschungsvorhaben ist das Projekt Plasmatechnologie – eine innovative Technologie zur Konservierung und Restaurierung von Kulturgütern (Laufzeit 2009–2012). Ziel ist es, das Potential der Plasmatechnologien und beschleunigte Elektronen zu untersuchen, um sie für die Erhaltung des kulturellen Erbes nutzbar zu machen.
Seit 2010 wird jährlich die Veranstaltungsreihe Das Grüne Museum durchgeführt, die sich mit Themen befasst, die Klimakonzepte und Energieeffizienz, Depotplanung, Ausstellungspraxis oder Leihverkehr betreffen.
Im Juni 2013 feierte die Forschungsallianz Kulturerbe ihr fünfjähriges Bestehen. Im Rahmen eines Symposiums in Berlin wurde Bilanz über die vergangenen fünf Jahre gezogen und aktuelle Forschungsprojekte präsentiert. Gleichzeitig wurde einer ihrer Gründungspräsidenten, Prof. Dr. Ulrich Buller (ehemaliges Vorstandsmitglied der Fraunhofer-Gesellschaft) feierlich verabschiedet.
Die Fachkonferenz zum Thema Schadstoffe in Museen im Juli 2014 in Dresden stellte zugleich auch die offizielle Aufnahmefeier zweier neuer Mitglieder dar: Die Staatlichen Kunstsammlungen Dresden (SKD) und die Sächsische Landesbibliothek – Staats- und Universitätsbibliothek Dresden (SLUB) wurden assoziierte Partner der Forschungsallianz Kulturerbe.
Aus diesem Anlass hat der Vorstand der Fraunhofer-Gesellschaft das Forschungsprojekt „Mit Fraunhofer Innovationen unser Kulturerbe schützen - ein Modellprojekt mit den Staatlichen Kunstsammlungen Dresden und der Sächsischen Landesbibliothek – Staats- und Universitätsbibliothek Dresden“ ins Leben gerufen (Laufzeit 2015–2018). Dieses Gemeinschaftsprojekt beschäftigt sich mit aktuellen konservatorischen und restauratorischen Fragen zur Erhaltung von Kulturgütern aus Museen und Bibliotheken.

## Mitglieder
Die Forschungsallianz Kulturerbe setzt sich aus 22 Einrichtungen und Instituten der Fraunhofer-Gesellschaft, acht Instituten der Leibniz-Gemeinschaft und fünf Einrichtungen der Stiftung Preußischer Kulturbesitz zusammen. Seit 2014 sind die Staatlichen Kunstsammlungen Dresden und die Sächsische Landesbibliothek – Staats- und Universitätsbibliothek Dresden als weitere Mitglieder aufgenommen.

### Fraunhofer-Gesellschaft
- Fraunhofer-Institut für Angewandte Polymerforschung IAP, Potsdam
- Fraunhofer-Institut für Bauphysik IBP, Holzkirchen
- Fraunhofer-Institut für Biomedizinische Technik IBMT, Sankt Ingbert
- Fraunhofer-Institut für Chemische Technologie ICT, Pfinztal
- Fraunhofer-Institut für Elektronenstrahl- und Plasmatechnik FEP, Dresden
- Fraunhofer-Institut für Graphische Datenverarbeitung IGD, Darmstadt
- Fraunhofer-Institut für Grenzflächen- und Bioverfahrenstechnik IGB, Stuttgart
- Fraunhofer-Institut für Holzforschung Wilhelm-Klauditz-Institut WKI, Braunschweig
- Fraunhofer-Institut für Intelligente Analyse- und Informationssysteme IAIS, Sankt Augustin
- Fraunhofer-Institut für Nachrichtentechnik, Heinrich-Hertz-Institut HHI, Berlin
- Fraunhofer-Institut für Physikalische Messtechnik IPM, Freiburg
- Fraunhofer-Institut für Produktionsanlagen und Konstruktionstechnik IPK, Berlin
- Fraunhofer-Institut für Schicht- und Oberflächentechnik IST, Braunschweig
- Fraunhofer-Institut für Silicatforschung ISC, Würzburg
- Fraunhofer-Institut für Umwelt-, Sicherheits- und Energietechnik UMSICHT, Oberhausen
- Fraunhofer-Institut für Werkstoff- und Strahltechnik IWS, Dresden
- Fraunhofer-Institut für Zuverlässigkeit und Mikrointegration IZM, Berlin
- Fraunhofer-Informationszentrum Raum und Bau IRB, Stuttgart
- Fraunhofer-Zentrum für Internationales Management und Wissensökonomie IMW, Leipzig
- Fraunhofer-Zentrum für energetische Altbausanierung und Denkmalpflege, Kloster Benediktbeuern
- Internationales Zentrum für Kulturgüterschutz und Konservierungsforschung IZKK, Kloster Bronnbach
- Fraunhofer Brüssel, Brüssel
- Entwicklungszentrum für Röntgentechnik (EZRT), eine gemeinsame Abteilung des Fraunhofer IZFP in Saarbrücken und Dresden und des Fraunhofer IIS in Erlangen

### Leibniz-Gemeinschaft
- Deutsches Bergbau-Museum Bochum, Bochum
- Deutsches Museum, München
- Deutsches Schiffahrtsmuseum, Bremerhaven
- Forschungsinstitut und Naturmuseum Senckenberg, Frankfurt am Main
- Germanisches Nationalmuseum, Nürnberg
- Museum für Naturkunde, Leibniz-Institut für Evolutions- und Biodiversitätsforschung, Berlin
- Römisch-Germanisches Zentralmuseum, Mainz
- Zoologisches Forschungsmuseum Alexander Koenig, Bonn

### Stiftung Preußischer Kulturbesitz
- Geheimes Staatsarchiv Preußischer Kulturbesitz, Berlin
- Ibero-Amerikanisches Institut, Berlin
- Staatsbibliothek zu Berlin, Berlin
- Staatliche Museen zu Berlin, Berlin
- Staatliches Institut für Musikforschung, Berlin

### Assoziierte Mitglieder
- Staatliche Kunstsammlungen Dresden, Dresden
- Sächsische Landesbibliothek – Staats- und Universitätsbibliothek Dresden, Dresden

## Veröffentlichungen
- Die Forschungsallianz Kulturerbe – Pressemitteilung zur Gründung der Allianz
- Memorandum of Understanding der Forschungsallianz Kulturerbe (PDF-Datei; 2,17 MB)
- Sonderheft der Forschungsallianz Kulturerbe (Titel: Dem Zahn der Zeit zum Trotz – Wie Wissenschaftler mit Hightech unser Kulturerbe retten; PDF-Datei; 2,09 MB), in Zusammenarbeit mit Spektrum der Wissenschaft,  Ausgabe: epoc 1/2012 und Spektrum der Wissenschaft 2/2012
- Zum Projekt „Plasmatechnologie“ – weitere Informationen
- Das Grüne Museum – Pressemitteilung zur Auftaktveranstaltung
- Das Grüne Museum - Das Konzept der Nachhaltigkeit in der Bewahrung unseres kulturellen Erbes (PDF-Datei; 2,14 MB), S. 29–32, In: Kultur und Management im Dialog, Das Monatsmagazin von Kulturmanagement Network, Nr. 64 • Februar 2012 • ISSN 1610-2371
- Bericht zum Symposium „Fünf Jahre Forschungsallianz Kulturerbe – Bilanz“ (PDF; 1,3 MB)
- Zum Projekt "Mit Fraunhofer Innovationen unser Kulturerbe schützen - ein Modellprojekt mit den SKD und der SLUB" (PDF-Datei)